# Danielle Gagnaux-Morel
Danielle Gagnaux-Morel, née le 4 juin 1963 à Fribourg, est une haute fonctionnaire fribourgeoise, chancelière d'État depuis le 1er juin 2005. Elle est la première femme à occuper un poste de chancelier cantonal en Suisse. 

## Biographie
Elle est mariée à Bernard Gagnaux, fromager, avec qui elle a trois enfants. 
Elle est férue d'équitation. 